# ديز (خلخال)
ديز هي قرية في مقاطعة خلخال، إيران. عدد سكان هذه القرية هو 509 في سنة 2006.